# 鉄建建設
鉄建建設株式会社（てっけんけんせつ）は、東京都千代田区に本社を置くゼネコン（総合建設業）である。東日本旅客鉄道株式会社（JR東日本）の持分法適用会社である。東京証券取引所プライム市場に上場している。なお「鉄建公団」の名称で知られた旧・日本鉄道建設公団（現在の鉄道建設・運輸施設整備支援機構）との資本的な関係は一切無い。駅・鉄道分野で大きな実績を持つ総合建設会社である。
前身である鉄道建設興業から鉄道関係の建設工事に強みを持ち、売上高の３割以上を鉄道が占めている。他に道路・マンション建設を得意分野としている。

## 沿革[1]
- 1944年（昭和19年）
  - 2月1日 - 鉄道工事の施工、測量 、設計、監理を主とする鉄道建設興業株式会社を設立。初代社長は鹿島組（現・鹿島建設）元社長の鹿島精一。
  - 5月 - 大阪支店、札幌支店を開設。
- 1945年（昭和20年）1月 - 福岡支店を開設（1990年（平成2年）4月に九州支店に改称）。
- 1946年（昭和21年）4月 - 盛岡支店を開設（1967年（昭和42年）10月に仙台支店、1990年（平成2年）4月に東北支店にそれぞれ改称）。
- 1947年（昭和22年）
  - 10月 - 名古屋支店を開設。
  - 11月 - 東京支店を開設。
- 1964年（昭和39年）2月 - 鉄建建設株式会社に社名変更。広島支店を開設。
- 1975年（昭和50年）8月 - 横浜支店、北陸支店を開設。
- 1987年（昭和62年）2月 - 四国支店（現・四国営業所）開設。
- 1990年（平成2年）10月 - テッケン興産株式会社を設立。
- 1997年（平成9年）4月 - 北関東支店（2007年（平成19年）4月に関越支店に改称）、東関東支店を開設。
- 1999年（平成11年）10月 - 本社ビル免震化工事の完成。
- 2007年（平成19年）
  - 4月 - 東京鉄道支店を開設。
  - 11月 - 建設技術総合センター開設。
- 2017年（平成29年）
  - 4月 - TKパートナーズ株式会社を設立。
  - 10月 - 普通株式の単元株式数を1,000株から100株に変更し、10株につき1株の割合で株式併合を実施。
- 2019年（平成31年）4月 - 株式会社ファーム ティー･エスを設立。
- 2020年（令和2年）4月 - 鉄建プロパティーズ株式会社を設立。

## 事業所
- 本社
  - 東京都千代田区神田三崎町2-5-3
- 支店・営業所
  - 札幌支店（北海道札幌市中央区）
  - 東北支店（宮城県仙台市青葉区）
    - 盛岡営業所（岩手県盛岡市）
    - 秋田営業所（秋田県秋田市）

  - 関越支店（埼玉県さいたま市大宮区）
    - 北陸支店（新潟県新潟市中央区）
    - 富山営業所（富山県富山市）

  - 東京支店（東京都千代田区、本社ビル内）
  - 東京鉄道支店（東京都千代田区、本社ビル内）
    - 横浜支店（神奈川県横浜市中区）
    - 水戸営業所（茨城県水戸市）

  - 名古屋支店（愛知県名古屋市中村区）
  - 大阪支店（大阪府大阪市北区）
    - 四国営業所（香川県高松市）
    - 広島支店（広島県広島市東区）

  - 九州支店（福岡県福岡市中央区）
    - 熊本営業所（熊本県熊本市西区）
    - 沖縄営業所（沖縄県那覇市）

- 海外拠点
  - ハノイ（ベトナム）
  - ヤンゴン（ミャンマー）
  - プノンペン（カンボジア）
  - ダッカ(バングラデシュ)

- その他
  - 建設技術総合センター（千葉県成田市） - 敷地面積29730平方メートル。
    - 屋外研修設備 - 軌道（複線150メートル）、分岐器（1組）、ホーム（盛土式、桁式）、HEP&JES施工状況再現設備、軌道変状再現設備、工事桁、踏切、線路覆工、電車線、信号設備。屋外研修設備は6エリアから成る。すなわち、ホームエリア（桁式ホーム40メートル（R=600メートル）、盛土式ホーム40メートル（直線））、営近・線間杭エリア（線路防護網、線路防護柵を設備。線間にラーナープレートを設備。可動式建築限界定規を配備）、HEP&JESエリア（掘削装置、けん引設備を配備。施工段階のJESエレメントを設置。軌道計測設備を設置。線間に切羽や土被りを可視化できるスケルトンピットを設置。線路縦断勾配（5/1000）区間設置）、軌道変状再現エリア（線路下に軌道を強制的に変状させる設備、軌道計測設備を設置）、工事桁・分岐器エリア（上り線にPC工事桁、鋼製工事桁を設置。下り線に分岐器を設置）および踏切・線路覆工エリア（踏切設備（踏切遮断機、障害物検知装置など）を設置。線路覆工による軌陸車の載線個所を設置）。
    - 屋内研修設備 - 事故の情報展示館、研修室、安全コーナー

## 主な施工実績
- 東京駅丸の内駅舎保存・復元
- 原宿駅
- 上野駅
- 川崎駅
- 仙台駅ステーションルネッサンス（駅改良及びエスパル仙台東館・ホテルメトロポリタン仙台イースト新築他）
- 博多駅
- 旧京都駅
- 鹿児島中央駅ビル
- 日光駅
- 青森駅
- 宮崎空港駅
- 青函トンネル
- 東京湾アクアライン
- レインボーブリッジ
- 飛驒トンネル
- 赤石ダム（静岡県静岡市）
- 東京国際フォーラム
- 東京大学国際産学共同研究センター（東京都目黒区）
- 松山大学厚生会館
- 神戸大学医学部校舎
- 江戸東京博物館（東京都墨田区）
- 米軍キャンプシュワブ隊舎（沖縄県名護市）
- ハノイ～ホーチミン間国鉄橋梁安全性向上工事（ベトナム）
- 萬大発電所（台湾）

など

## 歴代社長
鉄道建設興業株式会社
- 鹿島精一（1944-1945）
- 小谷清（1945-1950）
- 小林紫朗（1950-1951）
- 平井喜久松（1951-1955）
- 稲葉通彦（1955-1964）

鉄建建設株式会社
- 稲葉通彦（1964-1967）
- 大石重成（1967-1984）
- 高橋浩二（1984-1996）
- 永尾勝義（1996-2002）
- 山本卓朗（2002-2006）
- 神田志義（2006-2008）
- 橋口誠之（2008-2014）
- 林康雄（2014-2018）
- 伊藤泰司（2018-現職）

## 3社連携
2002年4月5日、鉄建建設・鹿島建設・JR東日本の3社間で、JR東日本が鉄建を鉄道関係工事の中核企業と位置づけることや、鹿島・鉄建間での技術開発や人材交流などを通じて連携を深めることが合意され、「3社による連携強化」を発表した。
相互利益の拡大、連携の強化を目的として鉄建・鹿島間での株式相互取得が行われた。これにより、鉄建建設は鹿島建設株式を120万株（発行済株式総数の0.12%相当）、鹿島建設は鉄建建設株式を470万株（同3.00%相当）を保有することとなった。それぞれの取得株式数に3倍程度の開きがあるが、当時の鹿島の株価が鉄建の株価の3倍程度であり、双方同程度の投資額で株式取得を行ったためである。

## そのほか
- 本社社屋は、「免震レトロフィット工法」によって「居ながら工法」での免震対策がされている。
- 本社社屋の屋上には、都市環境対策に対応した「屋上緑化」のモデルガーデンがある。
- 建設技術総合センターが「中川家礼二の鉄学の時間」（CS鉄道チャンネル、2012年5月11日・25日）、「タモリ倶楽部」（テレビ朝日、2013年6月1日（5月31日深夜））で取材された。
- 小比類巻かほるが歌う曲が1990年に当社のCMソングに起用された。提供番組に「ビートたけしのTVタックル」（1991年度前期・西松建設も提供していた時期あり。）
- お笑い芸人”鉄拳”とコラボしパラパラ漫画動画を作成している。なお、鉄拳は芸人をやる前に同社の現場で工事をやっていたことがある。